# 富士屋ホテル
富士屋ホテル（ふじやホテル）とは、神奈川県箱根町の宮ノ下温泉にある、富士屋ホテル株式会社が経営する、1878年（明治11年）創業の老舗ホテル。現在は国際興業グループに属している。日本初の本格的リゾートホテルとして箱根・宮ノ下に誕生した。創業者の山口仙之助が築いた一棟の洋館は、数々の増改築を経て、箱根を象徴する壮大な建築群のホテルとなった。自然災害を含む幾多の大難をも乗り越え、平成9年（1997年）には建物の多くが登録有形文化財に。そして、2年以上に及ぶ大改修を経て、令和2年（2020年）に新生した。

## 概要
国道1号に面しており、年始の箱根駅伝中継では選手の位置関係を表現する際に使われることもある箱根のランドマーク的な存在。現存する本館は唐破風を取り入れた和洋折衷の木造建築であり、明治の建築様式を現代に伝えている。
創業者である山口仙之助は「外国人の金を取るをもって目的とす」という言葉を残し、「外国人を対象とした本格的なリゾートホテル」をめざしたという。古くは宿泊客に外国人が占める割合が高く、19世紀末に外国人専用ホテルに指定されたほか、戦後しばらくは連合国軍専用であった時期もあったこともあり、日本文化を伝える展示や工夫がされている。
山口仙之助は箱根の発展に力を注ぎ、私費で道路を開いたり水力発電の会社も立ち上げた。3代目の山口正造は乗合バスの運行もはじめた。山口正造はホテルマンの育成にも力を注ぎ、1930年（昭和5年）富士屋ホテルトレイニングスクールを立ち上げている。このスクールは山口正造の死により途絶えたが、のちに立教大学観光学部設立によりその意志が引き継がれている。
昭和天皇やタイ国王、オーストリア皇太子などの皇族、王族が宿泊しているほか、ウィンストン・チャーチルやヘレン・ケラー、チャーリー・チャップリンなど、箱根を訪れる国内外の多くの著名人に愛用されている。また別館にはジョン・レノンとオノ・ヨーコが滞留していたこともあり、ホテル内ツアーで宿泊した部屋を見学することができる。
また、第二次世界大戦末期の1945年には、東京への連合国軍機による空襲を避けたドイツや満洲国、汪兆銘政権などの同盟国の大使館員及び武官などの宿舎としても使用された。
一部の客室設備や共同部などは一度もリニューアルされず、竣工当時の面影を残しながら営業を続けていた。設備や建物の老朽化に伴い、2018年3月31日を以って一時的に休業。大浴場の設置や建物の耐震改修工事・一部の食堂棟の建て替えを行い、2020年7月15日にグランドオープンした。

## 施設
- 本館
  - 客室 12 室、フロント、ラウンジ
- 西洋館
  - 客室 21 室
- 花御殿
  - 客室 40 室、ホテル・ミュージアム(史料展示室）、屋内プール、ジム、チャペル、ブライダル・サロン
- フォレスト・ウイング
  - 客室 47 室、スパ&リラクゼーション、 宿泊者専用ラウンジ
- 食堂棟
  - メインダイニングルーム、バー、ホテル・ショップ
- カスケード・ウイング
  - レストラン、小宴会場、テナント他
- 別館 旧御用邸 菊華荘
  - レストラン(日本料理)、貸切風呂、日本庭園
- 他施設
  - ベーカリー&スイーツ ピコット(改装リニューアル)、庭園、屋外プール(夏季のみ) 駐車場(112台)

## 沿革

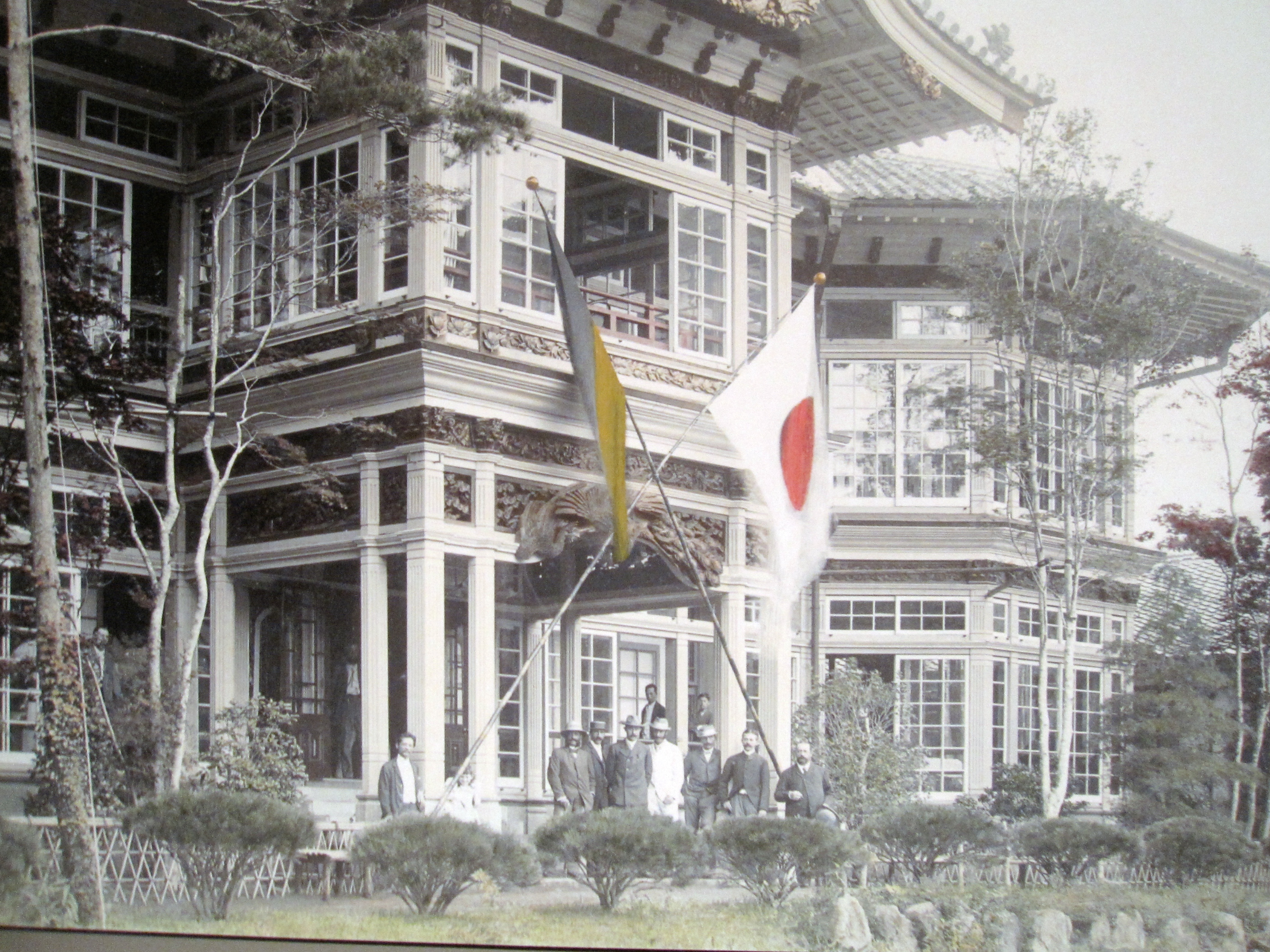
オーストリア皇太子一行。1893年

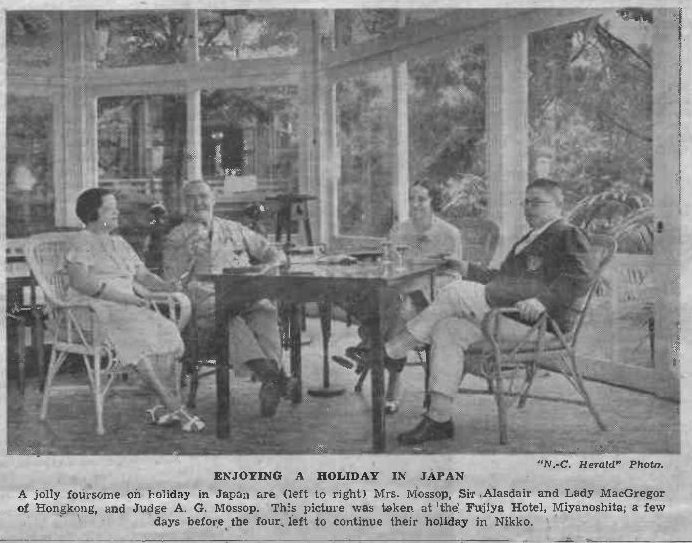
英国高等領事裁判所判事のモソップと香港最高裁判所長官のマクレガー(1935年)

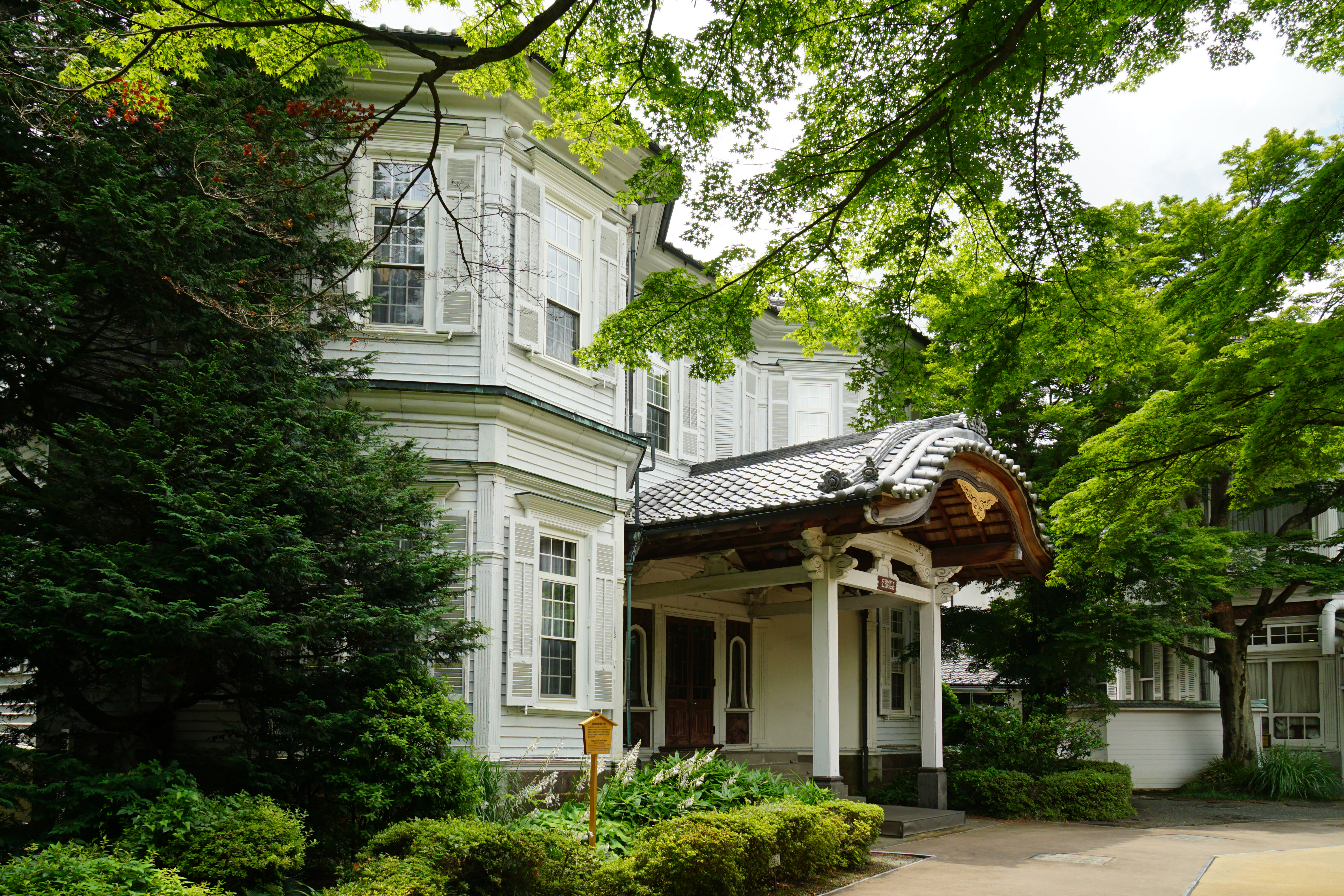
西洋館

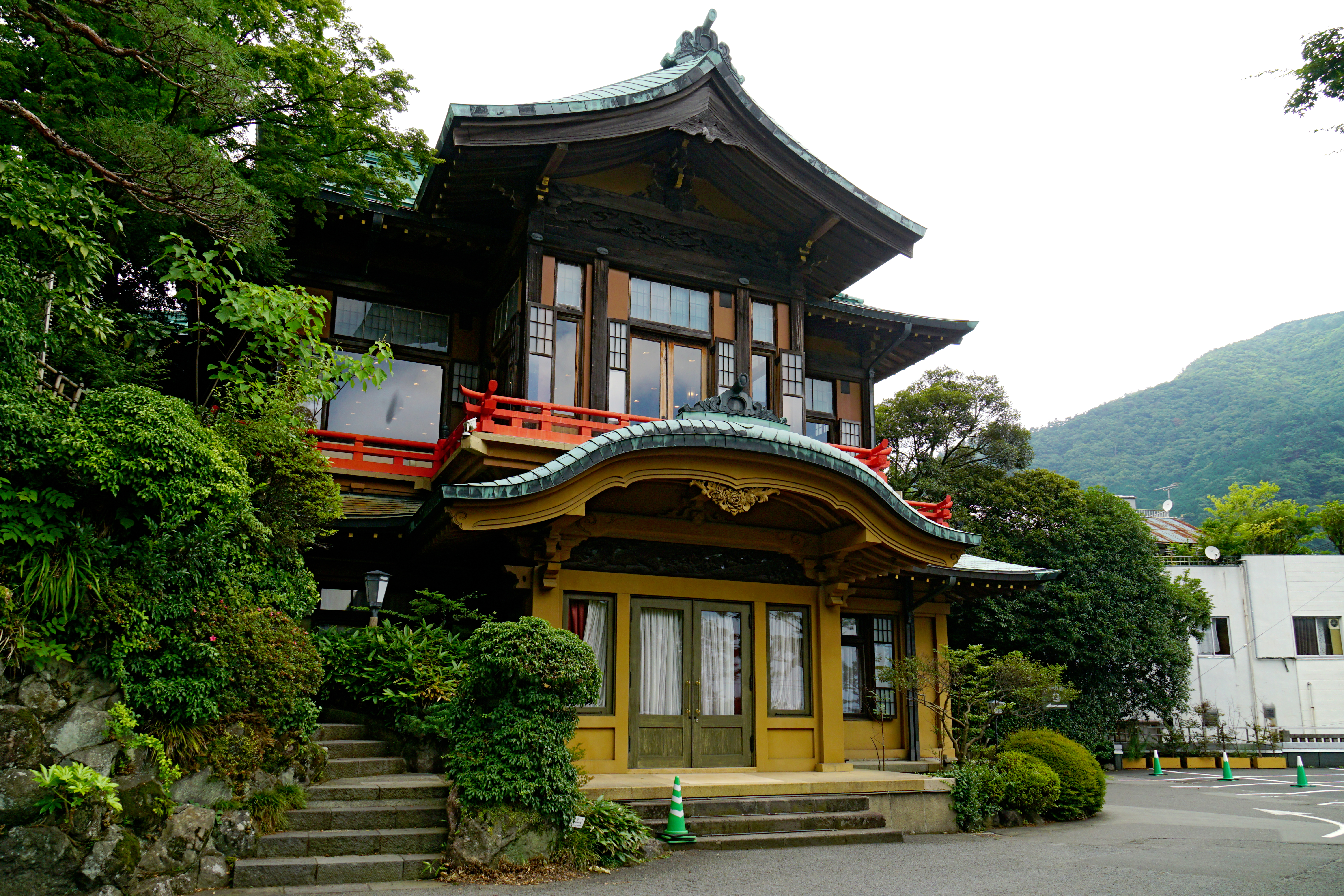
食堂棟

- 1878年（明治11年）7月15日：山口仙之助が藤屋旅館を買収・改装し[5]、神奈川県足柄下郡底倉村に開業。
- 1883年（明治16年）：火災により焼失[5]。
- 1884年（明治17年）：平屋建て客室12室として再建し「アイリー」と命名[5]。
- 1887年（明治20年）：塔ノ沢から宮ノ下間に、富士屋ホテルが私費で建設した有料の人力車道が開通[6]。
- 1891年（明治24年）：本館が竣工[5]。
- 1893年（明治26年）：ホテル奈良屋との協定により、外国人専用ホテルとなる（1912年（大正元年）まで）[5]。オーストリア皇太子フランツ・フェルディナント・フォン・エスターライヒ＝エステ一行と通訳のハインリッヒ・フォン・シーボルトが2泊[7]。
- 1930年（昭和5年）：3代目山口正造により「富士屋ホテルトレイニングスクール」立ち上げ[5]。
- 1931年（昭和6年）：タイ王国国王と王妃が滞在[5]。
- 1932年（昭和7年）：チャールズ・チャップリン、兄のシドニーとともに来館[5]。
- 1935年（昭和10年）：アイリーを現在へ移転[5]。駐上海の英国高等領事裁判所判事モソップと香港最高裁判所長官のマクレガーが休暇で宿泊。

- 1936年（昭和11年）：花御殿が竣工[5]。

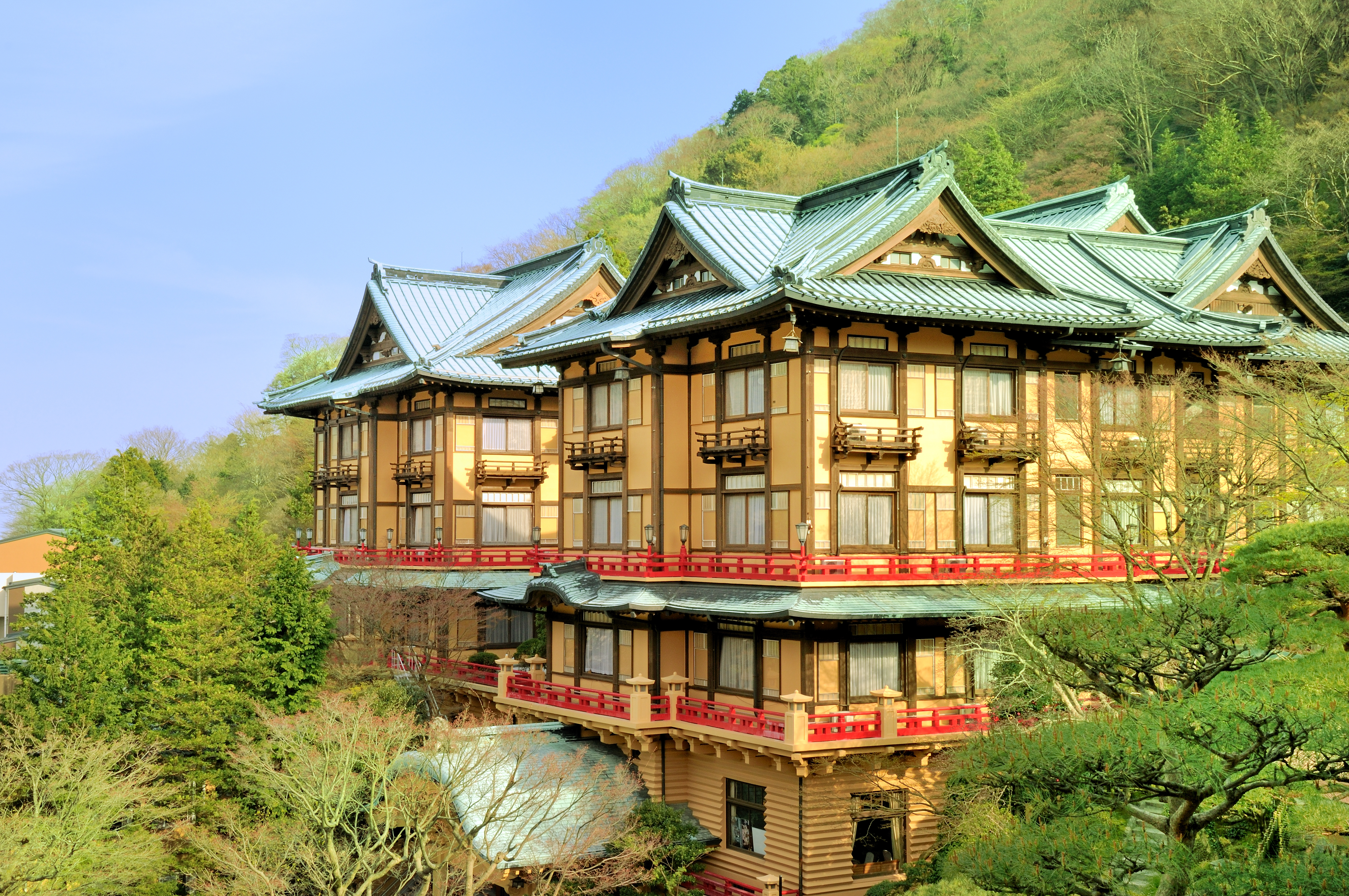
花御殿

- 1937年（昭和12年）：ヘレン・ケラーが、花御殿に宿泊[5]。
- 1944年（昭和19年）：ドイツ、満洲国、中華民国、タイ、ビルマ、フィリピン、イタリア社会共和国、ソ連の大使館員及び武官の宿舎として指定される。
- 1945年（昭和20年）
  - 5月：ホテル内に外務省箱根事務所が設置される。
  - 9月：日本政府により軟禁されていたハインリヒ・ゲオルク・スターマー元駐日ドイツ大使が連合国軍により身柄を拘束される。
  - 9月：連合国軍のレストホテルとして接収される。
- 1946年（昭和21年）：高松宮家別邸（旧宮ノ下御用邸）の払い下げを受け、菊華荘とする。
- 1950年（昭和25年）12月8日：政府登録国際観光旅館となる[8]。
- 1954年（昭和29年）：一般自由営業を再開。
  - 7月14日 - 外国通貨両替業務が許可される[9]。
- 1965年（昭和40年）4月20日：昭和天皇が宿泊[10]。
- 1966年（昭和41年）：国際興業グループに株を譲渡し、小佐野賢治が会長に就任。山口一族による経営が終わる。
- 1990年 国際興業グループの持つHawaii Sheraton Hotelsへ毎年、選抜メンバーの海外ホテルマネジメント研修が開始する。
- 1997年（平成9年）12月12日：本館、一号館、二号館、アイリー、花御殿、食堂および菊華荘が、登録有形文化財となる[11]。
- 2003年 （平成15年）婚礼事業の活性化により、例年50組足らずの婚礼が毎年増加を開始。
- 2007年（平成19年）11月30日：本館、西洋館、食堂棟、花御殿、カスケードルームおよび厨房が、近代化産業遺産群「富士屋ホテルと箱根観光関連遺産」に認定される[12]。
- 2009年 （平成21年）「富士屋ホテルチェーン　ブライダルスクール」が開校。
- 2011年 （平成23年）ブライダル業界の成功事例として書籍 『富士屋ホテル 結婚伝説』が出版され、年間500組超の婚礼組数へ増加、名実ともに日本一の上昇を遂げる。 ホテル、宿泊、レストラン稼働も過去最高を記録。
- 2014年 （平成26年）外資系企業支援ファンド・サーベラスジャパンの撤退。国際興業ホールディングスに保有株を売却。
- 2018年 （平成30年）4月1日：耐震補強・大規模改修工事で2020年7月までの2年間休業。
- 2020年 （令和2年）7月15日：富士屋ホテル営業再開[3]。